# 郑愔
郑愔（愔的讀音同音，7世纪—710年），字文靖，唐朝和武周官员，唐中宗年间短暂拜为宰相。

## 家世
郑愔原本姓鄚，改姓郑，混入荥阳郑氏；父鄚玄昇，卫州刺史。

## 早期仕途
郑愔十七岁中进士。武则天年间，郑愔依附酷吏来俊臣得以进身为临武丞，来俊臣奉命查案，屠害忠良，每有罗织文状，都密令郑愔起草文字陷害他人于罪。武则天侄梁王武三思子武崇训迎娶前皇帝皇太子李显嫡女安乐郡主李裹儿，武三思令宰相和郑愔等词人为赋《花烛行》。后来来俊臣被诛，郑愔又谄事武则天男宠张易之、张昌宗，被推荐为殿中侍御史。

## 唐中宗复辟年间
神龙元年（705年），张柬之、崔玄暐、桓彦范、敬晖、袁恕己等人發動神龍革命，殺张易之、张昌宗，迫武則天禪讓，李显复辟，是为唐中宗，郑愔也因而被贬宣州司户参军，又犯貪汙罪而潜逃到东都洛阳，密会武三思。当时武三思为中宗宠臣且与有权势的韦皇后私通，正陷入与张柬之、崔玄暐等领导者的权力斗争。郑愔初见武三思，先大哭，再大笑。武三思素来贵重，感到迷惑。郑愔答：“我刚见大王时哭，是哀大王将遭戮灭族。后大笑，是喜大王得到我郑愔。大王虽然得天子之宠，但那五人都据将相之权，胆略过人，废太后（即武则天）如反掌。大王自视自己的势位与太后哪个更重？那五人日夜切齿，欲吃大王的肉，不灭尽大王一族不足以满足他们的心志。大王不去此五人，就危如朝露，却晏然还自以为安如泰山，这是我郑愔为大王寒心的地方。”武三思大悦，与郑愔登楼，问以自安之策，引为中书舍人，于是郑愔与崔湜皆为武三思谋主。很快，武三思和韦皇后说服中宗表面上给五功臣封王，实则罢其相位。
二年（706年）春，上《圣感颂》，中宗为之刻石。郑愔素被敬晖等所废黜，五月任许州司功参军时，在武三思指使下弹劾当时已都被遣出京城长安的五功臣与先前三月因计划杀武三思、废韦后而伏诛的驸马都尉王同皎同谋，六月，五功臣都被贬为边远州司马。七月，武三思又派人故意在洛阳声张自己和韦后的私情，意图激怒中宗，嫁祸五功臣。郑愔时任侍御史，以此弹劾五功臣，请求族诛他们。中宗拒绝了，但将五功臣流放到更远的州，他们随后或死去或被武三思下令杀死。
景龙元年（707年），中宗庶子皇太子李重俊怒安乐公主李裹儿及武崇训常侮辱自己及试图以李裹儿为皇太女取自己而代之，遂起兵杀武三思、武崇训，但随后被击败，逃亡中被杀。郑愔又亲附韦后，二年（708年）二月在太常少卿任上引申歌曲《英王石州》《桑条韦》称中宗、韦后早有为帝为后之预兆，作《桑条歌》十篇献上，中宗高兴，给予厚赏。郑愔与侍中韦巨源、宰相宗楚客、右补阙赵延禧等说祥瑞妖异，私下引导韦后行武则天故事。四月，中宗置脩文馆学士，郑愔在其中。
三年（709年）三月，郑愔在太常少卿兼检校吏部侍郎任上被任为守吏部侍郎、同平章事，为实质宰相。又任为吏部尚书。他与时任中书侍郎兼知吏部侍郎同平章事崔湜一起负责选官，两人都腐败，贪赃受贿。侍御史靳恒与监察御史李尚隐弹劾之，监察御史裴漼奉命审案。崔湜和郑愔都被罢官。五月，郑愔流放吉州，崔湜贬江州司马。中宗昭容上官婉儿、李裹儿、李裹儿新丈夫武延秀从中说情后，崔湜为襄州刺史，郑愔为江州司马。九月，中宗又召曾为修文馆学士的崔湜、郑愔回京参与祭祀天地大礼，又任郑愔为吏部侍郎。

## 中宗死后
四年（710年），中宗暴崩。传统史家认为他是被韦后和李裹儿毒杀，以使韦后如武则天般称帝，李裹儿为皇太女。中宗另一庶子温王李重茂被立为帝，即唐殇帝，韦后作为皇太后摄政握有实权。韦太后贬郑愔为江州司马，郑愔行经均州，与失宠于中宗并遭贬的中宗子均州刺史谯王李重福及洛阳人张灵均密谋起兵讨韦太后。
中宗崩后不到一个月，中宗妹太平公主和侄子临淄王李隆基政变杀韦太后、李裹儿。李隆基父前皇帝相王李旦复辟为唐睿宗取代了殇帝。郑愔当时未及举兵，已被召回任秘书少监，这时又贬为沅州刺史。他故意留在洛阳，料到李重福在张灵均策划下不久将起事。他在李重福妹宜城公主驸马都尉裴巽的官邸做准备，起草诈称中宗命李重福继位及李重福称帝诏书各一，并自署左丞相、知内外文武事，张灵均以下也依次除署官职。
9月9日，李重福到洛阳，住进裴巽家，洛阳官员吃惊逃散。李重福前去左、右屯营意图夺取军权，但留台侍御史李邕说服屯营拒之。李重福至营，营中乱箭射之。李重福攻左掖门，也被击退。他逃跑，意图藏匿，次日，搜索军队逼近，他投漕渠溺死。郑愔貌丑多胡须，梳头髻穿女人衣服躲在车里想逃，被捕。与张灵均一同受审时，他吓得大腿发抖不能回答。张灵均则神气自若，看着郑愔说：“我和这种人举事，败了是应该的。”在中书侍郎、雍州长史张说审问下，郑愔和张灵均招供了全部情状，都被带到东都闹市斩杀。郑愔被族诛。
有诗一卷。

## 评价
- 胡三省：史言张灵均虽幸祸好乱之人，犹能临死不变。郑愔者，反覆于群憸之間，冒利不顾，而畏死乃尔，乌足以权大事乎！